# 레전드 오브 레거시
《레전드 오브 레거시》(일본어: レジェンド オブ レガシー, 영어: The Legend of Legacy)는 2015년 닌텐도 3DS용으로 발매된 캐틀콜(일본어: キャトルコール)의 롤플레잉 비디오 게임이다. 2015년 1월 FuRyu를 통해 유통되었으며 10월 미국, 2016년 2월 유럽과 오스트레일리아에 발매되었다. 2024년 리마스터 버전이 닌텐도 스위치, 플레이스테이션 4, 플레이스테이션 5와 마이크로소프트 윈도우용으로 발매되었다. 게임은 8명의 모험가들이 잃어버린 아발론(Avalon) 대륙의 비밀을 찾는 것을 내용으로 하고 있다.
《레전드 오브 레거시》의 개발은 2013년부터 시작되었다. 출시 이후 비평 매체들로부터 엇갈린 평가를 받았으며, 개발자들은 《레전드 오브 레거시》의 컨셉 스테이지를 토대로 《얼라이언스 얼라이브》를 제작하였다.